# IV Congresso del Partito Nazionale Fascista
Il IV Congresso del Partito Nazionale Fascista si tenne a Roma dal 21 al 22 giugno 1925.

## Storia
Al IV Congresso del Partito Nazionale Fascista, Roberto Farinacci descrisse i successi della sua segreteria sottoponendo il giudizio del suo operato ai delegati del partito. Farinacci inoltre tracciò le linee programmatiche future, esprimendo la volontà di dare vita al "sindacalismo di Stato". Il congresso si concluse con l'intervento di Benito Mussolini, che promosse la fascistizzazione integrale e la formazione di uno Stato totalitario.